# キューブエンターテイメント
株式会社キューブエンターテインメント（正式社名: 株式会社キューブエンターテイメント、英: CUBE ENTERTAINMENT Inc.）は、日本の福岡県に拠点を構えるイベント企画会社である。

## 概要
イベントの企画・制作、キャンペーン企画・制作、展示会企画・運営などプロモーション支援事業を展開している。スポーツ大会の運営や大手企業も含めたキャンペーン計画および運営も行う。
YouTubeクリエイターを始め、主に九州を拠点とするインフルエンサーの方々への支援・ 企業タイアップの提供・イベント運営・グッズ制作も行い、 地方からクリエイターの更なる活躍の場を広げるサポート事業も展開している。YouTubeクリエイターとしては谷崎鷹人、ゲンキジャパンなどが所属している。